# 마이스터 에크하르트

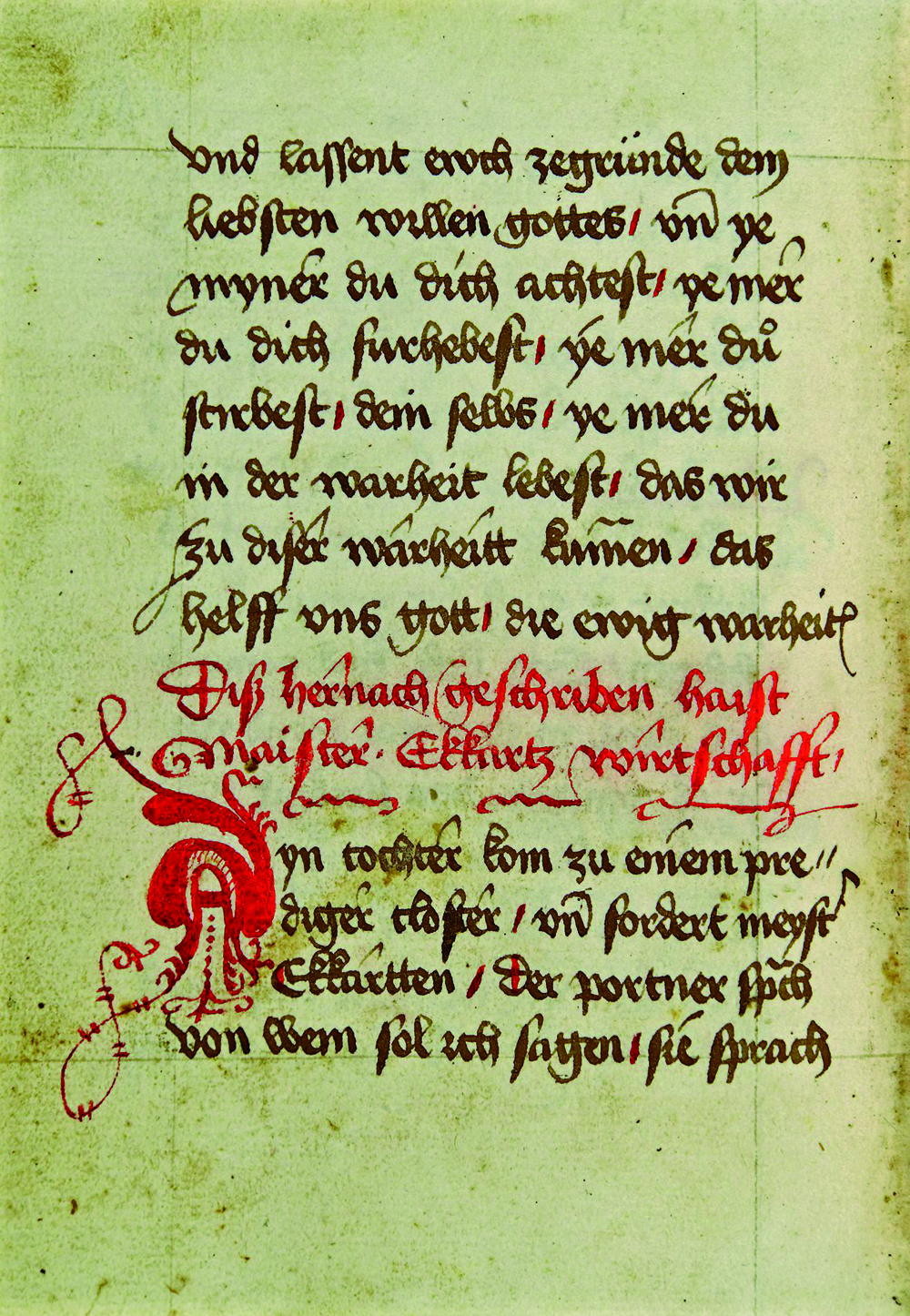

요하네스 에크하르트(Johannes Eckhart, Eckhart von Hochheim, 1260년경-1327년경)는 독일의 로마 가톨릭 신비사상가이다. 마이스터 에크하르트(Meister Eckhart), 마이스터 엑카르트라고 통칭된다.

## 삶
튀링겐의 고타에 가까운 호흐하임에서 태어났다. 15세 때 도미니크회에 가입하고 쾰른의 동회의 학교에서 알베르투스 마그누스에게 배웠다. 파리로 가서 프란체스코회와의 논쟁에서 명성을 얻고, 1302년 파리 대학으로부터 마기스테르의 칭호를 허용받았다. 1304년에 작센의 도미니크회 관구장(官區長)이 되었으나 다시 파리로 돌아와 <3부작(三部作)>을 썼다. 1313년 슈트라스부르크로 돌아와 설교에 전념하였으나, 자기 부정의 변증법을 통한 인간-신 합일을 역설하였기에, 프란체스코회로부터 이단이라는 비난을 받았다. 세월이 흘러 1980년, 독일 발버베르크에서 개최된 도미니코회 총회가 마이스터 엑카르트에 대한 판결을 재심해 줄 것을 교황청에 요청하기로 결정하고, 자료 수집을 위해 마이스터 엑카르트 위원회를 구성한 바 있다. 마이스터 엑카르트 복권 운동은 아직도 진행형이다.

## 신학

### 관상기도
에크하르트는 말을 하지 않고, 하느님의 임재를 기다리고 경험하는 관상(觀想)으로부터 출발하여 정적(靜寂)과 무(無)의 경지에 철저하였으며 하느님과의 합일(合一)을 생각했다. 에크하르트에게 하느님은 이성으로도 감각으로도 파악할 수 없는 무한한 황야같은 분이며 무한 자체이다. 여기에서 하느님은 페르소나(神格)을 초월한 하느님, 곧 '신성(神性)'으로서 모든 특징을 통합 해소한다. 이러한 신에게 몰입할 때 핵심이 되는 것이 인간의 영혼의 '작은 불꽃'이며 영혼의 성(城)이다. 자기를 무(無)로 돌려 하느님의 무와 합일하면 비로소 인간은 완전한 자유에 도달하며, 모든 것을 버리고, 드디어는 하느님까지도 버리고 최고의 덕을 달성한다.

### 영향
이러한 정신의 자유에 대한 이론이 후에 신플라톤주의나 루터에게 영향을 미쳤다. 에크하르트의 영성에 대해서는 감리교 고진하 목사가 《기독교 사상》에 연재글로 소개한 적이 있다.

## 같이 보기
- 구스타프 란다우어
- 아르투어 쇼펜하우어